# خانه سید روح‌الله خمینی (نجف)

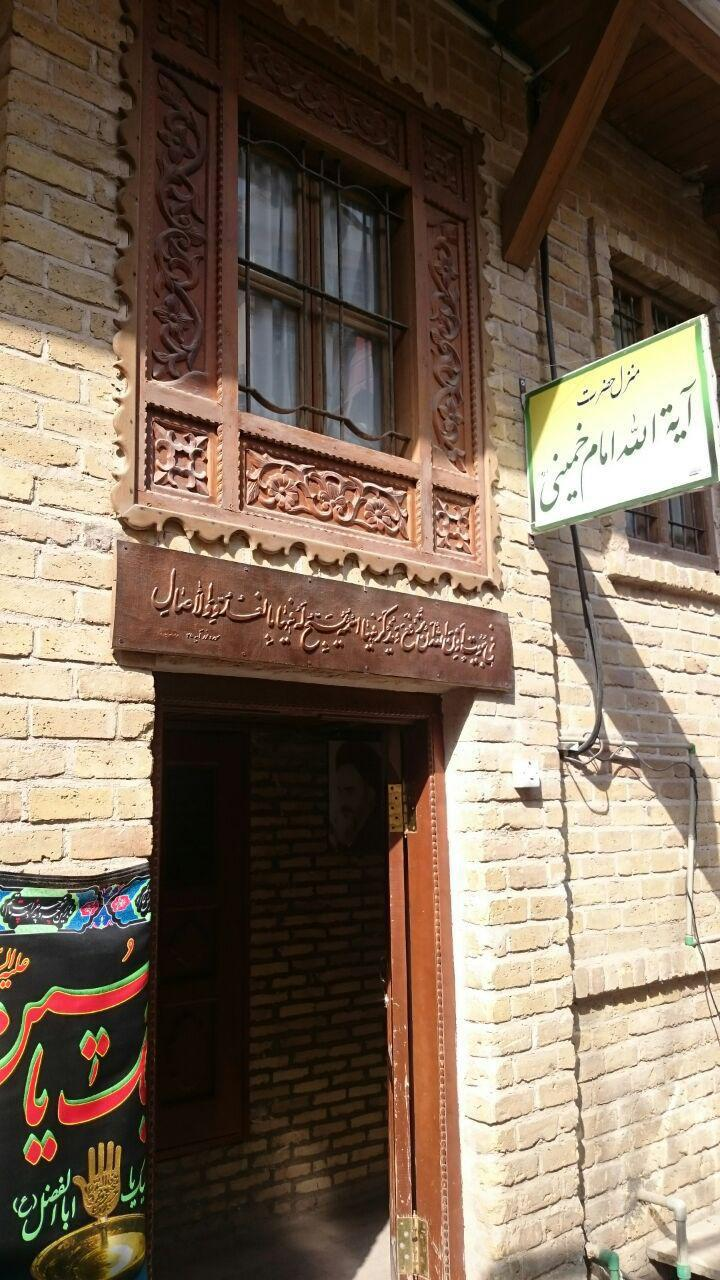
ورودی منزل سید روح‌الله خمینی در نجف

خانه سید روح‌الله خمینی در نجف منزلی تاریخی است که در جنوب شهر قدیم نجف، در بخش غربی شارع الرسول و در نزدیکی کتابخانه امیرالمؤمنین (علیه السلام) و مقبره علامه امینی واقع شده است. ساختمان قدیمی آن در سالهای اخیر به طور کلی تخریب گردیده بود که توسط مؤسسه تنظیم و نشر آثار امام خمینی در سال ۱۳۸۷ خریداری شد و در همان سال بازسازی آن با توجه به اسناد و تصاویر موجود آغاز شد و در سال ۹۱ تکمیل و افتتاح گردید.